# Paladina
Paladina là một đô thị ở tỉnh Bergamo trong vùng Lombardia của nước Ý, có vị trí cách khoảng 45 km về phía đông bắc của Milano và khoảng 5 km về phía tây bắc của Bergamo. Tại thời điểm ngày 31 tháng 12 năm 2004, đô thị này có dân số 3.524 người và diện tích là 2,0 km².
Đô thị Paladina có các frazione (đơn vị cấp dưới) Sombreno.
Paladina giáp các đô thị: Almè, Almenno San Bartolomeo, Almenno San Salvatore, Bergamo, Sorisole, Valbrembo.